# Скопецька волость
Скопецька волость — адміністративно-територіальна одиниця Переяславського повіту Полтавської губернії з центром у селі Скопці.
Станом на 1885 рік складалася з 7 поселень, 21 сільської громади. Населення — 9707 осіб (4835 чоловічої статі та 4872 — жіночої), 1745 дворових господарств.
|                     | Площа, десятин | У тому числі орної, дес. |
| ------------------- | -------------- | ------------------------ |
| Сільських громад    | 10723          | 8905                     |
| Приватної власності | 6156           | 4885                     |
| Казенної власності  | 163            | —                        |
| Іншої власності     | 216            | 179                      |
| Загалом             | 17258          | 13969                    |

Поселення волості:
- Скопці — колишнє державне та власницьке містечко при річці Іква за 22 версти від повітового міста, 3267 осіб, 618 дворів, православна церква, школа, земська станція, 5 постоялих будинків, 5 лавок, 39 вітряних млинів, 2 маслоробних заводи.
- Бзів — колишнє державне село при річці Селичівка, 930 осіб, 177 дворів, православна церква, постоялий будинок, 18 вітряних млинів.
- Борщів — колишнє державне село при річці Альта, 503 особи, 93 двори, православна церква, 5 вітряних млинів.
- Війтівці — колишнє державне та власницьке село при річці Альта, 2254 особи, 425 дворів, православна церква, школа, 4 постоялі будинки, 41 вітряний млин.
- Волошинівка — колишнє державне та власницьке село при річці Трубіж, 554 особи, 106 дворів, постоялий будинок, 7 вітряних млинів.
- Мазінки — колишнє державне та власницьке село при річці Альта, 841 особа, 161 двір, православна церква, школа,  постоялий будинок, вітряний млин.
- Масківці — колишнє власницьке село при річці Гаївщина, 848 осіб, 164 двори, православна церква, 2 постоялих будинки, 4 вітряних млини.